# Quasisalebria admixta
Quasisalebria admixta är en fjärilsart som beskrevs av Heinrich 1956. Quasisalebria admixta ingår i släktet Quasisalebria och familjen mott. Inga underarter finns listade i Catalogue of Life.